# زنغ أباد (أرومية)
زنغ أباد هي قرية في مقاطعة أرومية، إيران. يقدر عدد سكانها بـ 200 نسمة بحسب إحصاء 2016.